# Dwyane Wade
Dwyane Tyrone Wade, Jr. (Chicago, Illinois, 17 de enero de 1982) es un exjugador de baloncesto estadounidense que disputó 16 temporadas en la NBA, en su mayoría en los Miami Heat, donde ganó 3 anillos de campeón. Con 1,93 metros de altura, jugaba en la posición de escolta, aunque también lo hizo de base.
Con los Heat se consolidó como uno de los mejores jugadores de la liga y lideró a su equipo en 2006 a lograr su primer anillo tras derrotar por 4-2 a Dallas Mavericks. A la postre fue nombrado MVP de las Finales. Ese mismo año fue nombrado Deportista del Año (2006) por la revista estadounidense Sports Illustrated. Fue incluido en el Mejor Quinteto Rookie y en las diez temporadas posteriores fue All-Star. Es apodado "Flash", y en menor medida, "D-Wade".
El estilo de juego de Wade, comparado en innumerables ocasiones con el de Michael Jordan, es muy apreciado por los fanes de la NBA, hasta el punto de que su camiseta fue la más vendida desde los Playoffs de 2005 hasta la temporada 2006-07. También formó parte de la selección de Estados Unidos, con la que se alzó con la medalla de oro en los Juegos Olímpicos de Pekín 2008, siendo el máximo anotador de la misma. Su juego se caracterizaba por su facilidad de penetración, ayudada por su potencia en el salto, habilidad con la pelota y agilidad.

## Trayectoria deportiva

### Escuela secundaria
Dwyane Wade nació en el South Side de Chicago, Illinois. Sus padres, Dwyane Sr. y Jolinda se divorciaron, y Dwyane vivió con su padre y su madrastra en Robbins, Illinois. Wade cita a una de sus hermanas mayores, Tragil, como la principal responsable de que Wade recibiera una educación en su infancia y llevará una dirección correcta. Como Wade creció en Chicago, su gran ídolo fue Michael Jordan y, según ha dicho Wade, diseñó su juego en torno a él.
Wade acudió al Harold L. Richards High School en Oak Lawn. En su segundo año, Wade, que compartía equipo con su hermanastro y estrella del instituto, Demetris McDaniel, no gozó de demasiados minutos. Sin embargo, Wade creció 10 centímetros en verano, lo cual le sirvió para gozar de protagonismo en el equipo y promedió en su año júnior 20,7 puntos y 7,6 rebotes. Como sénior, mejoró aún más sus prestaciones, y se fue hasta los 27 puntos y 11 rebotes para liderar a su equipo a un balance de 24 victorias y 5 derrotas. En el instituto instauró récords de anotación en una temporada, con 676, y de robos de balón, con 106. Wade acumuló distinciones en sus últimos años de instituto. Fue miembro del Primer Equipo All-State por el Chicago Tribune. Fue elegido Jugador del Norte del Año SICA, Atleta del mes en 2000 por Chicago Tribune, después de promediar 27,3 puntos, 12,6 rebotes y 3,6 robos. También fue elegido para disputar el Wind City/Big Apple Classic All-Star Game que congrega all-stars de Chicago y de Nueva York. En la 1999-2000, fue Jugador del Año Daily Southtown/Coca-Cola Boys.
Con motivo de sus problemas académicos, Wade, recibió ofertas de solo tres universidades (Marquette, Illinois State y DePaul).

### Universidad
Finalmente, Wade se decantó por la Universidad de Marquette, en Milwaukee. En su primera temporada, Wade no jugó a causa de sus problemas escolares. Por tanto, la 2001-02 fue la primera temporada, en realidad, para Wade, aunque era considerado un sophomore. Dwyane pronto se convirtió en la estrella del equipo tras firmar 17.8 puntos, 6.6 rebotes, 3.4 asistencias y 2.47 robos (liderando la Big East) de promedio. Marquette acabó con un récord de 26-7, el mejor desde la temporada 1993-94. Wade fue nombrado All-America por Associated Press y Newcomer of the Year (recién llegado del año) por Basketball Times. También fue elegido en el 2.º Quinteto All-American por Basketball Times, y en el 3.º por The Sporting News. La revista ESPN le nominó Escolta del Año. Incluyó también en los Mejores Quintetos Conference USA y NABC All-District 11.
En la temporada 2002-03, como júnior, Wade explotó todas sus cualidades, y alcanzó la Final Four de 2003, a la que no llegaban desde 1977. Allí cayeron frente a Kansas Jayhawks, pero Wade ya había firmado un gran papel llevando al equipo hasta aquellas cotas. El escolta firmó 21,5 puntos, 6,3 rebotes y 4,4 asistencias de promedio. Llevó a Marquette a un balance de 27-6, liderando a los Golden Eagles a su único Campeonato Conference USA. Después de esta temporada, Dwyane fue elegido en el Primer Equipo All-American, por Associated Press, convirtiéndose en el primer jugador de Marquette en lograrlo desde 1978.
Uno de los momentos más memorables de la carrera de Wade en la universidad llegó en la Midwest Regional Final de la NCAA, que daba acceso a la Final Four. En Mineápolis se enfrentaban a uno de los favoritos, Kentucky Wildcats, pero Wade se antepuso con un triple doble histórico, 29 puntos, 11 rebotes y 11 asistencias. Su triple doble se convirtió en el tercero que se lograba en un torneo de la NCAA en toda su historia. Marquette superó a los Wildcats por 83-69 y Wade fue nombrado MVP de la Midwest Regional. Su espectacular participación en la NCAA incrementó considerablemente sus previsiones en el draft de la NBA, lo que le permitió presentarse y saltarse su último año en Marquette. Fue finalista en el Universitario del Año, que finalmente se llevó T.J. Ford, y en el Oscar Robertson Trophy, que se llevó David West.
En sus dos años en Marquette se convirtió en uno de los mejores jugadores de su historia como atestiguan sus 1281 puntos y sus 19,7 puntos de promedio, segundo mejor en la clasificación de puntos por partido. A la postre también fue el jugador de Marquette que más alto fue elegido en un puesto del draft de la NBA (5.º).
El 3 de febrero de 2007, tres años y medio después de su último partido como universitario, la Universidad de Marquette retiró la camiseta a Wade en el descanso que enfrentaba a los Golden Eagles con la Universidad de Providence. Aunque Marquette requiere que los deportistas estén graduados para retirarles la camiseta, la universidad hizo una excepción con Wade.

#### Estadísticas
| Año     | Equipo    | PJ | PT | MPP  | %TC  | %3P  | %TL  | RPP | APP | ROB | TPP | PPP  |
| ------- | --------- | -- | -- | ---- | ---- | ---- | ---- | --- | --- | --- | --- | ---- |
| 2001-02 | Marquette | 32 | 32 | 29.2 | .487 | .346 | .690 | 6.6 | 3.4 | 2.5 | 1.1 | 17.8 |
| 2002-03 | Marquette | 33 | 33 | 32.1 | .501 | .318 | .779 | 6.3 | 4.4 | 2.2 | 1.3 | 21.5 |
| Total   | Total     | 65 | 65 | 30.7 | .494 | .333 | .745 | 6.5 | 3.9 | 2.3 | 1.2 | 19.7 |

### NBA

#### 2003-04
Wade fue elegido por Miami Heat en la 5.ª posición del Draft de la NBA de 2003. Rápidamente emergió como un jugador importante en un equipo relativamente joven como eran los Heat. Wade promedió 16.2 puntos, 4 rebotes y 4.5 asistencias en su primera temporada en la NBA. Después de un decepcionante arranque con 5 victorias y 15 derrotas, Miami espabiló hasta alcanzar un balance positivo a final de año, 42-40, que valió para meterse en playoffs. Las mejores actuaciones de Wade llegaron en playoffs, especialmente frente a Indiana Pacers en las Semifinales de la Conferencia Este. En 1.ª ronda se enfrentaron a New Orleans Hornets y en su debut en playoffs, Wade anotó la canasta del triunfo. Finalmente, los Heat vencieron 4-3.
En Semifinales esperaba el equipo con mejor récord de la NBA, Indiana Pacers, que había cosechado un espectacular 61-21. Wade firmó una gran serie pero su equipo cayó, no sin mostrar resistencia, 4-2. Desde que se instaurara el reloj de posesión, solo ha habido tres novatos que han liderado a su equipo en puntos y asistencias por partido en playoffs, convirtiéndose Wade en el tercero. Además, fue elegido en el Mejor quinteto de rookies acompañado de jugadores como LeBron James o Carmelo Anthony.

#### 2004-05
Antes de que comenzara la temporada 2004-05, Shaquille O'Neal fue traspasado de Los Angeles Lakers a los Heat, dando un golpe de efecto a la liga. Los Heat pasaron de las 42 victorias a las 59 (mejor récord de la Conferencia Este) que lograron en esta campaña. La llegada de O'Neal influyó en la sobresaliente mejoría que experimentó Wade, que firmó números de 24.1 puntos, 5.2 rebotes, 6.8 asistencias, 1.6 robos y 1.1 tapones, lo que le sirvió para ser elegido como suplente en el All-Star Game de 2005, donde anotó 14 puntos.

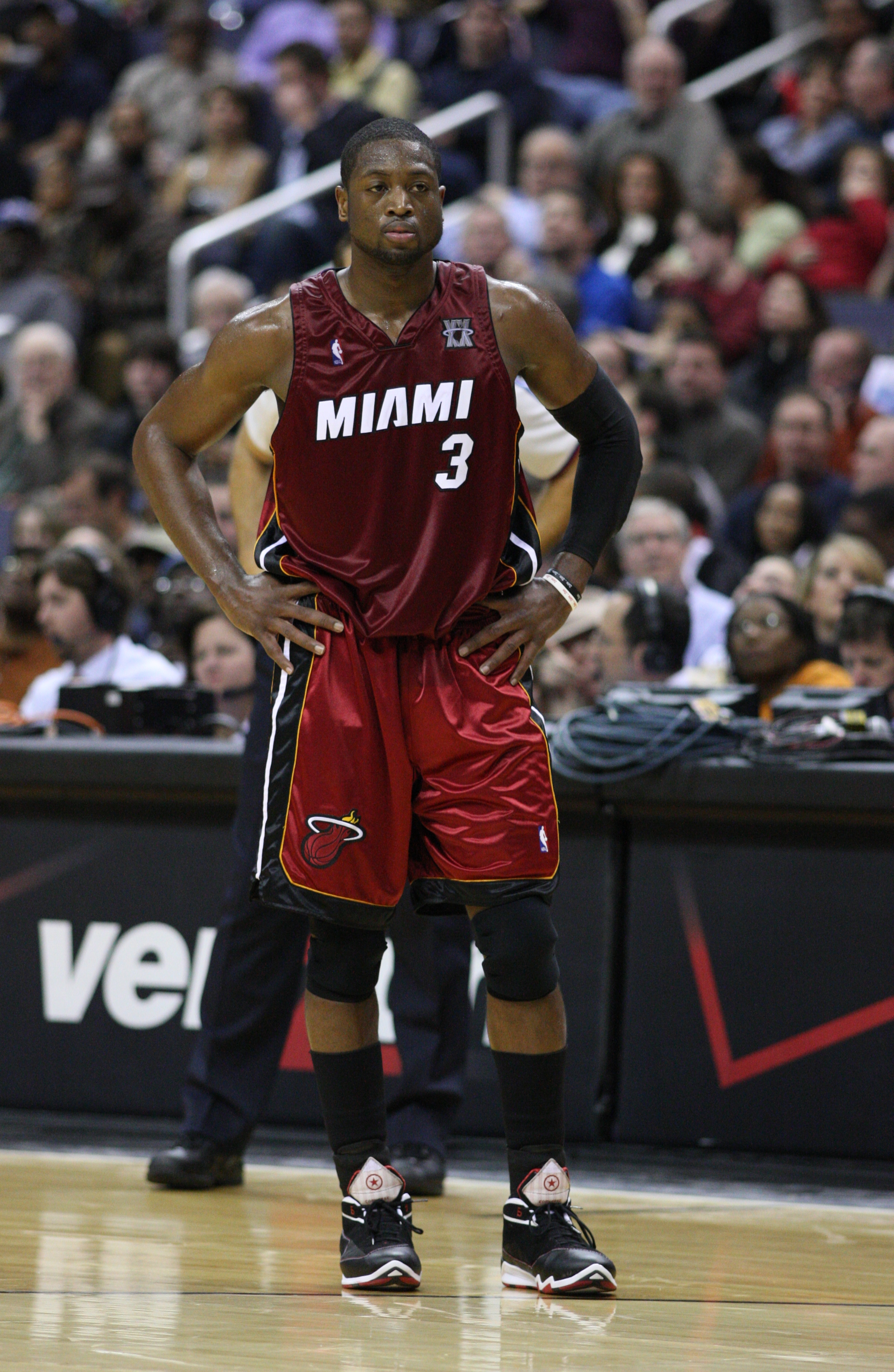
En 2006 Wade dio a Miami Heat su primer anillo de campeón.

En la 1.ª ronda de playoffs, Wade promedió 26.3 puntos (con 50% en tiros de campo), 6 rebotes y 8.8 asistencias ante New Jersey Nets. En Semifinales de Conferencia esperaban Washington Wizards, a quienes Wade endosó 31 puntos, 7 rebotes y 8 asistencias de promedio. En las Finales de Conferencia se enfrentarían a los vigentes campeones, Detroit Pistons. Los Heat cayeron en 7 partidos en los que Wade volvió a dejar el sello. 42 puntos en el 2.º partido, y 36 en el 3.º, a pesar de jugar con sinusitis, fiebre y molestias en la rodilla. Sufrió una lesión muscular en la costilla durante el 5.º partido que le mantuvo fuera hasta el definitivo 7.º choque. Miami desperdició una ventaja de 3-2 y perdió una gran oportunidad de luchar por el anillo.
Wade fue elegido en el 2º Mejor quinteto de la NBA y en el 2.º Quinteto Defensivo. Logró el récord en Miami de más puntos y más tiros libres anotados en una temporada. Ambos, sin embargo, serían superados un año más tarde.
Incrementó su promedio en anotación 7.9 puntos respecto a su temporada rookie, el mayor aumento en la NBA por un jugador que promediaba como mínimo 10 puntos en su año novato. Tanto Wade, como Allen Iverson y LeBron James son los únicos en aparecer en el top 10 de puntos y asistencias desde 1979.

#### 2005-06

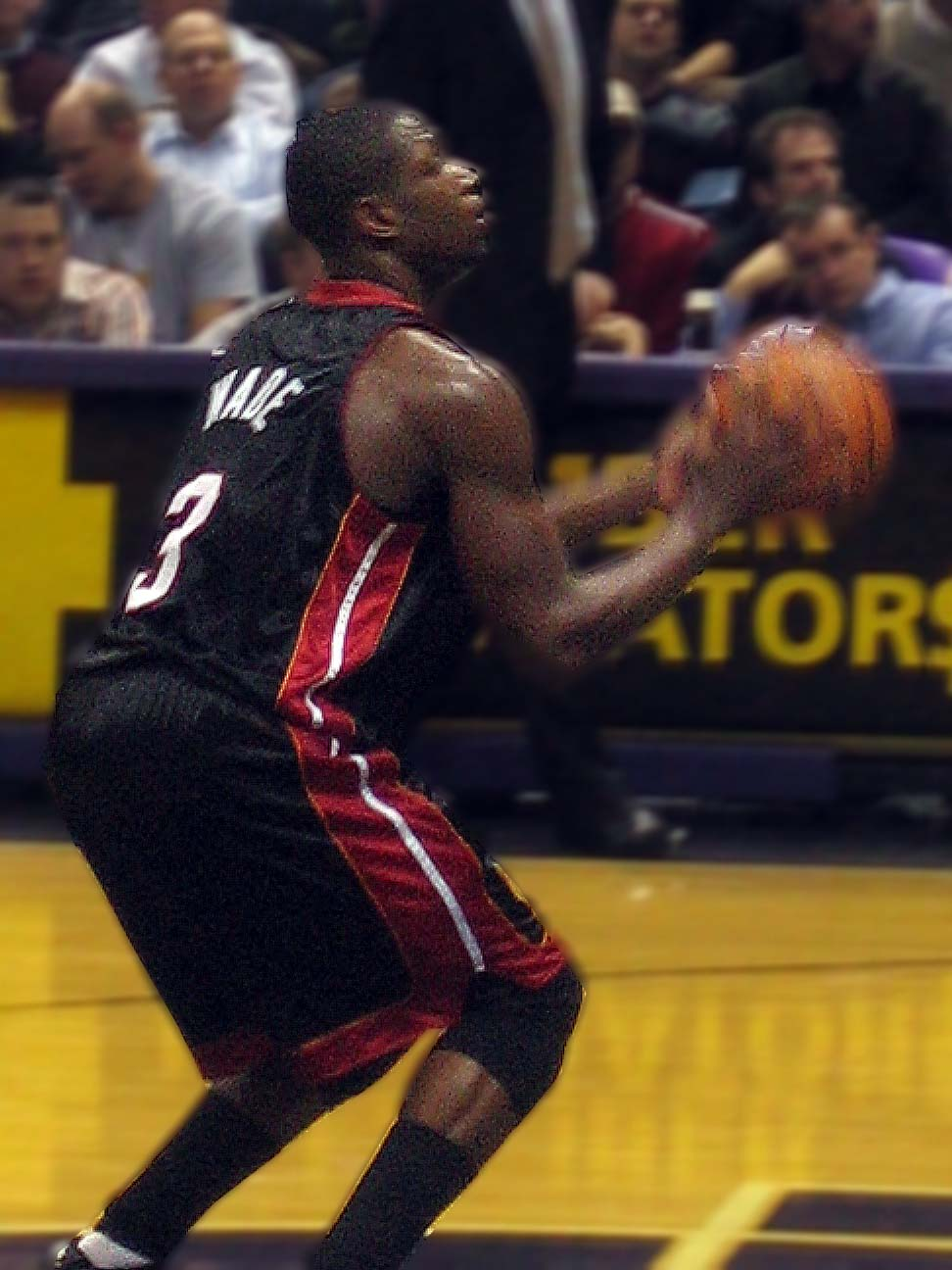
Wade en la línea de tiros libres.

Tras su explosiva segunda temporada, Wade, junto a Shaq, volvía a marcarse el objetivo del campeonato. Wade, que se había consagrado como una de las estrellas de la NBA, fue elegido por segundo año consecutivo para disputar el All-Star Game, la primera vez en su carrera como titular. Una canasta de Wade decidió la victoria del Este sobre el Oeste 122-120. Dwyane anotó 20 puntos en 30 minutos. También participó en el Concurso de Habilidades, del que resultó vencedor.
En la temporada regular siguió mejorando sus prestaciones, y se fue hasta los 27,2 puntos, 5,7 rebotes, 6,7 asistencias y 2 robos de media. En playoffs debutaron contra Chicago Bulls, a quienes superaron por 4-2. En el 5.º partido, Dwyane Wade apareció al rescate de los Heat, a pesar de un golpe sufrido en la cadera en la primera parte para permitir a su equipo salir adelante del apuro y colocarlos en ventaja. Wade anotó 28 puntos, incluidos 15 después de pasar por la enfermería. Liderados por Wade superaron a New Jersey Nets y Detroit Pistons por 4-1 y 4-2, respectivamente, para plantarse en las Finales de la NBA.
En esta campaña se convirtió en el primer jugador de la historia de Miami en anotar 40 puntos de manera consecutiva en dos partidos.
Volvió a ser elegido en el 2º Mejor quinteto de la NBA por segundo año consecutivo.

##### Finales NBA 2006
En su primera aparición en las Finales, en la que Miami se enfrentó a Dallas Mavericks, Wade escribió el momento más memorable de su exitosa carrera. En los encuentros tres, cuatro, cinco y seis, firmó 42, 36, 43 y 36 puntos, llevando a Miami a remontar el 0-2 adverso con el que empezaron las Finales. En el tercer partido, Wade igualó su récord de anotación en playoffs con 42 puntos (que luego superaría con 43 en el 5.º partido), además de 13 rebotes (tope de su carrera). 15 de sus 42 puntos llegaron en el último cuarto, en el que los Heat remontaron una desventaja de 13 puntos cuando restaban más de 6 minutos. Los 36 puntos en el sexto y definitivo encuentro en Dallas dieron a Miami el primer anillo y su primer MVP de las Finales. Wade se convirtió en el quinto jugador más joven de la historia en lograr el galardón de MVP de las Finales y firmó el tercer mejor promedio de puntos en unas finales con 34.7. Su PER (player efficiency rating) en las Finales fueron clasificadas por el periodista de ESPN John Hollinger, como la mejor actuación de la historia en unas Finales de la NBA.

#### 2006-07
En la temporada 2006-07, Wade se perdió 31 partidos por lesión. Fue elegido para disputar su tercer All-Star y repitió título en el Concurso de Habilidades. Miami comenzó de manera titubeante la temporada, con 20-25 al inicio de febrero, pero el equipo recuperó efectivos (incluido O'Neal) y acabaron la temporada con un balance de 44-38. Sin embargo, Wade se dislocó el hombro izquierdo en un encuentro frente a Houston Rockets al intentar robar un balón a Shane Battier. Dwayne decidió optar por la rehabilitación y no así por la operación, con la intención de regresar para playoffs. Regresó frente a Charlotte Bobcats una semana antes de acabar la liga regular. Pero el estado de Wade no era óptimo y el equipo fue barrido en 1.ª ronda por Chicago Bulls (4-0). Wade promedió en playoffs 23.5 puntos, 4.8 rebotes y 6.3 asistencias, números inferiores a los firmados en liga regular. Sus promedios durante la temporada fueron de 27.4 puntos, 4.7 rebotes, 7.5 asistencias y 2.1 robos, finalizando líder en el apartado estadístico de la eficiencia.
Fue incluido en 2.º Mejor quinteto de la NBA. Solo Tim Hardaway fue capaz de permanecer durante tres años consecutivos en los mejores quintetos NBA. Además, fue el primer escolta o base en ser nombrado en uno de los mejores quintetos de la liga después de perderse mínimo 31 encuentros. Al finalizar la temporada, Wade se operó satisfactoriamente del hombro izquierdo y de la rodilla izquierda, por lo que no tuvo más remedio que perderse el Torneo de las Américas clasificatorio para los Juegos Olímpicos de Pekín 2008.

#### 2007-08
Debido al periodo de recuperación, Wade se perdió los primeros siete encuentros de la temporada. Sin embargo, tuvo que combatir durante parte de la temporada con dolores en la rodilla operada y volvió a perderse 31 partidos, como en la temporada pasada, por lesión. Sin embargo, no le privó disputar su cuarto All-Star Game consecutivo. Con los Heat en el fondo de la clasificación, y Wade experimentando problemas en la rodilla, Pat Riley anunció que Wade se perdería los 21 partidos que le restaban a la temporada para someterse a un tratamiento OssaTron para la rodilla izquierda. Wade promedió 24.6 puntos, 4.2 rebotes, 6.9 asistencias y 1.7 robos por partido. O'Neal mediada la temporada cambió los Heat por Phoenix Suns poniendo punto final a una etapa que se saldó con un anillo más en su haber. Por primera vez desde que Wade llegó a Miami, el equipo no se clasificó para playoffs.
En verano se colgó la medalla de oro en los Juegos Olímpicos de Pekín 2008, además de ser el máximo anotador del equipo.

#### 2008-09
Después de una temporada para olvidar, Miami entraba en una fase de reconstrucción pero sin renunciar a nada. Llegó Michael Beasley desde el número 2 del draft y del traspaso de O'Neal llegó Shawn Marion. Wade parecía totalmente recuperado de su lesión. Se convirtió en el segundo jugador en la historia de la NBA en firmar, mínimo, 40 puntos, 10 asistencias y 5 tapones desde Alvan Adams (1976-77). Con Wade sano, y los Heat en playoffs, llegó la quinta actuación consecutiva en el All-Star Game.

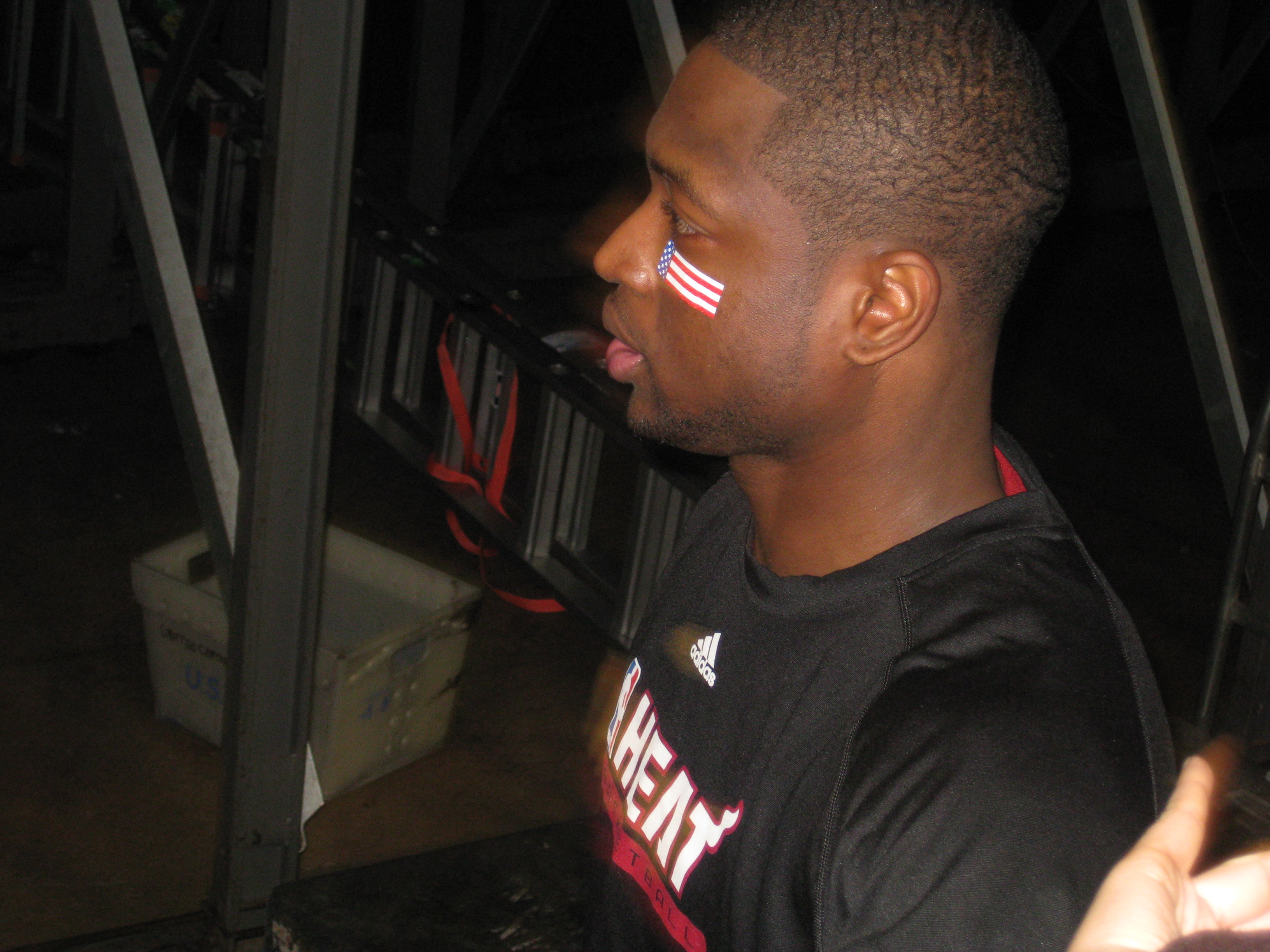
Tirita que Wade puso de moda en el All-Star 2009.

Después del All-Star, Wade ofreció su mejor versión con una serie de actuaciones para el recuerdo. Frente a Orlando Magic firmó su récord en anotación con 50 puntos, que no valieron para ganar. El siguiente partido logró otro récord personal, el de asistencias, con 16, además de 31 puntos y 7 rebotes en la victoria ante Detroit Pistons. Wade se convirtió en el segundo jugador en dar 15 o más asistencias después de anotar 50 o más puntos. Wilt Chamberlain lo hizo en 1968. Dos días después, Wade igualó el récord de la franquicia con 24 puntos en el último cuarto, y lideró la remontada de Miami sobre New York Knicks, con quienes perdían de 15 a falta de 9 minutos. Wade acabó aquel encuentro con 46 puntos (55% en tiros), 8 rebotes, 10 asistencias, 4 robos y 3 tapones. Wade continuó con su estado de gracia con su segundo encuentro consecutivo con 40 o más puntos frente a Cleveland Cavaliers. Frente a LeBron James completó un partido de ensueño, Wade registró 41 puntos, 7 rebotes, 9 asistencias y 7 robos. En el siguiente partido se enfrentarían a Phoenix Suns, y frente a su excompañero Shaquille O'Neal igualó su récord de asistencias con 16, además de anotar 35 puntos en la victoria de Miami sobre Phoenix 135-129.
Unos días después, Wade igualó el récord de la franquicia con 78 encuentros consecutivos en dobles dígitos en puntos. Fue frente a Chicago Bulls, en el que firmó uno de sus mejores partidos. 48 puntos con un 71.4 % en tiros, 6 rebotes, 12 asistencias, 4 robos y 3 tapones además de anotar el triple que dio el triunfo.
Dos días después, Wade superó a Alonzo Mourning como máximo anotador en la historia de Miami Heat. Wade superó a Alonzo, que anotó 9.459 en 593 encuentros con el equipo, al inicio del tercer cuarto con un mate para sumar 9.460 puntos como jugador de Miami y alcanzar los 21 puntos en el partido, estableciendo a la vez otro récord, ya que es el vigésimo primer encuentro consecutivo en el que anota más de 20 puntos. Dwyane lo celebró ganando el partido contra Utah Jazz en un encuentro de 3 prórrogas que acabó 140-129, anotando 50 puntos (incluido un triple que forzó la prórroga) y casi realizando un triple-doble con 10 rebotes y 9 asistencias, además de 4 robos y 2 tapones.

#### 2009-10
El 1 de noviembre, en el tercer partido de la temporada, Wade alcanzó los 10 000 puntos en su carrera, con una victoria por 95–87 ante Chicago Bulls. El 12 de noviembre, ante Cleveland Cavaliers realizó un mate espectacular ante Anderson Varejão, considerado por muchos uno de los mejores de la temporada. LeBron James lo describió como "muy bueno, probablemente entre los 10 mejores de todos los tiempos".

#### La era del "Big Three" y los dos campeonatos consecutivos (2010-2014)

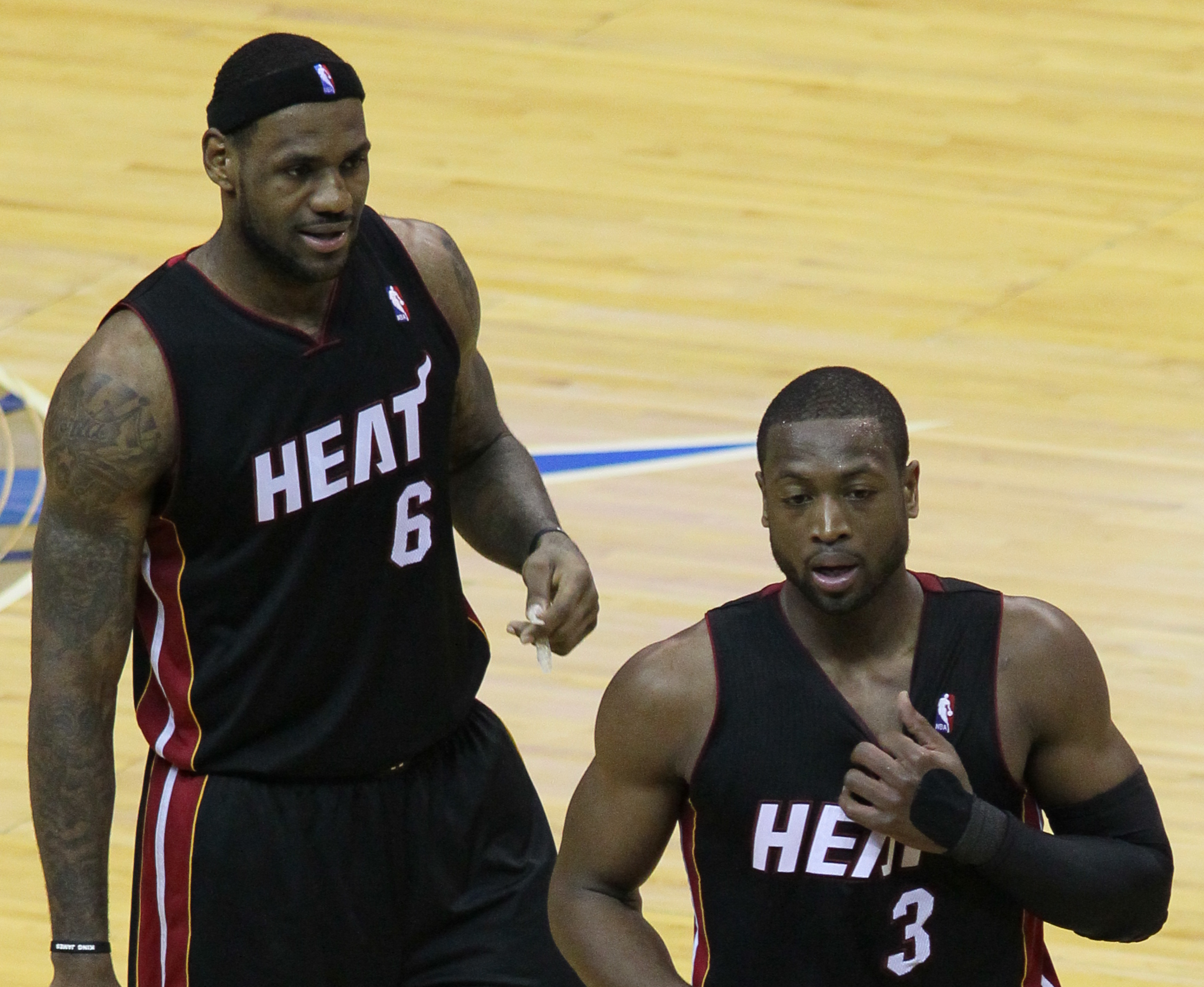
Wade con su compañero de equipo LeBron James.

Durante la pretemporada, los comisionados de Miami-Dade votaron unánimemente para renombrar el condado a "Miami-Wade County" durante una semana a partir del 1 al 7 de julio de 2010 en honor de Dwyane Wade e intentar convencerlo para quedarse en Miami.
El 7 de julio, Wade anunciaba que iba a renovar contrato con los Heat y formar equipo con el exRaptor, Chris Bosh. Al día siguiente, LeBron James anunció que él se uniría al Heat para jugar con Wade y Bosh, causando un movimiento en los medios de comunicación y entre admiradores. En la temporada 2010-11 de la NBA promediaría unos 25.5 puntos por partido, 6.4 rebotes, 4.6 asistencias, y 1.5 robos por juego con un 50 % de tiros de campo. El Miami Heat alcanzó los Finales, pero perdió a manos Dallas Mavericks en seis juegos, a pesar de que Wade hizo un promedio de 26.5 puntos, 7 rebotes y 5.2 asistencias por partido para la serie y 24.5 puntos, 7.1 rebotes y 4.4 para los playoffs en general.
Antes del principio de la temporada 2011-12, Bosh opinó que Wade debería tomar el último tiro en vez de Bosh o James para ganar o perder un juego basado en el éxito pasado de Wade. El 26 de febrero de 2012 en el juego de las estrellas, Wade registra el tercer triple-doble de la historia de la competición, fijando 24 puntos, 10 rebotes y 10 asistencias, uniéndose a Michael Jordan y a Lebron James como los únicos jugadores que alguna vez registraron este logro (en el 1997 y 2011, respectivamente). Wade terminó la temporada con un promedio de 22.1 puntos, 4.8 asistencias, 4.6 rebotes, y 1.7 robos por juego. En los partidos de playoffs, Miami derrotó a los New York Knicks en 5 juegos en la primera ronda, luego derrotó a los Indiana Pacers en 6 juegos en la segunda ronda. Wade se demostró todo su talento en el Juego 6 de la segunda ronda, grabando 41 puntos y 10 rebotes. Los Celtics, con unos encendidos Paul Pierce y Kevin Garnett, llevaron al Heat a jugar siete encuentros en las Finales de Conferencia del Este, pero Miami prevaleció y avanzó a los Finales NBA. Ellos perdieron ante los Oklahoma City Thunder en el Juego 1 de las finales, pero ganaron los cuatro siguientes juegos, y Wade ganó su segundo título de la NBA promediando 22.6 puntos en las series. Los Heat se convirtieron en el primer equipo en la historia de la NBA en ganar un campeonato después de ir perdiendo en tres series de playoff diferentes.
Antes del inicio de la temporada 2012-13 de la NBA, Wade se sometió a una cirugía debido a una lesión en la rodilla izquierda. Se perdió los Juegos Olímpicos de Londres 2012. Wade se perdió el primer partido de la pretemporada de Miami contra los Atlanta Hawks, regresó a tiempo para el segundo partido de la pretemporada contra Los Angeles Clippers, el cual se celebró en el MasterCard Center en Pekín, China. Miami ganó el partido por 94-80. El 26 de diciembre de 2012, durante un partido de visitante contra los Charlotte Bobcats, Wade pateó al base Ramon Sessions en la ingle. Al día siguiente, Wade fue suspendido por la NBA con un partido. Wade terminó la temporada 2012-2013 con promedios de 21,2 puntos, 5 rebotes y 5,1 asistencias por partido.
En los playoffs, las lesiones limitaron a Wade al promedio de anotación más bajo en su carrera con 15,9 puntos por partido, pero elevó su promedio a 19,6 puntos por partido durante las finales de la NBA contra los San Antonio Spurs. Después que los equipos se repartieron los dos primeros partidos en Miami, los Spurs le ganaron el tercer partido al Heat, para tomar la ventaja 2-1 en la serie. En el cuarto partido, Wade anotó 32 puntos con un 56% de tiros, más 6 robos de balón, mientras que Miami derrotaron a los Spurs por 109-93. Los Spurs se recuperaron en el quinto partido a pesar de 25 puntos y 10 asistencias de Wade. En el sexto partido, Wade anotó 14 puntos en una victoria en prórroga de Miami. En el partido decisivo, anotó 23 puntos y atrapó 10 rebotes, tras ganar el séptimo partido los Miami Heat aseguraron su segundo campeonato consecutivo y el tercer anillo de Wade.
En la temporada 2013-2014, Wade jugó solo 54 partidos debido a lesiones y decisión del equipo para darle descanso en partidos consecutivos. Wade promedió 19 puntos por partido y registró un récord personal con un 54% en tiros de campo, y logró partidos notables en victorias contra equipos de élite, como una excursión de 32 puntos contra los Pacers el 7 de noviembre de 2013 y 29 puntos contra Los Angeles Clippers el 18 de diciembre de 2013. En los playoffs, el equipo aumentó los minutos de juego de Wade, señalado por una actuación de 28 puntos en el partido de cierre de la segunda ronda, una victoria de Miami sobre los Brooklyn Nets y una excursión de 23 puntos en un importante segundo partido como visitante contra los Indiana Pacers en las finales del este. El equipo ganó la serie en seis partidos, avanzando a su cuarta finales de la NBA consecutivas. Wade promedió 19,1 puntos por partido en los playoffs con un 50 por ciento en tiros de campo, su mejor porcentaje en los playoffs desde 2010. Luego, se enfrentó una vez más a los San Antonio Spurs en las finales de la NBA de 2014. Sin embargo, ganaron en cinco partidos.

#### La era post Big 3 (2014-2019)
El 15 de julio de 2014, Wade renovó contrato con los Heat, aunque ahora sin su amigo LeBron James, quien se marcharía a Cleveland Cavaliers.
Fue elegido suplente del All-Star de 2015, pero por lesión tuvo que perderse el partido. En su lugar el comisionado Adam Silver eligió al jugador de Atlanta Hawks Kyle Korver.
Tras no clasificarse a los playoffs de 2015, el 29 de junio se declara agente libre rechazando un nuevo contrato de 16 millones de dólares. Tras varios días de mucha tensión, Wade renueva con los Miami Heat por un año más y 20 millones.
Después de renovar contrato con Miami Heat por un año, el equipo de Wade clasificó a los playoffs tras conseguir un récord de 48-34 en la temporada regular y quedar terceros en la Conferencia Este. En playoffs, derrotaron a Charlotte Hornets por 4-3 en primera ronda y fueron derrotados 3-4 en semifinales de conferencia por los Toronto Raptors. Tras acabar su contrato de un año, y después de muchas especulaciones, decidió firmar por 2 años con los Chicago Bulls, equipo de su ciudad natal.
Wade acordó un acuerdo de buyout con los Chicago Bulls por el cual el jugador quedó como agente libre para poder firmar por otros equipos.
El 26/09/2017 se anunció que Wade firmó con los Cleveland Cavaliers por 1 año y 2,63 millones de dólares.
El 8 de febrero de 2018, en el último día del periodo de traspasos, Wade retorna a los Miami Heat a cambio de una segunda ronda del draft de 2024 para los Cleveland Cavaliers. El 3 de abril, en un partido que acabó con victoria 101–98 sobre los Atlanta Hawks, Wade alcanzó las 5.000 asistencias vistiendo la camiseta de los Heat, convirtiéndose en el noveno jugador de la historia de la liga en alcanzar 20.000 puntos y 5.000 asistencias con un único equipo, uniéndose a Karl Malone, Bryant, Jordan, James, Larry Bird, John Havlicek, Oscar Robertson y Jerry West.
Al finalizar la temporada, anunció sus intenciones de retirarse tras jugar un año más. El 6 de enero de 2019, Wade se convirtió en el tercer jugador de la historia de la NBA en lograr al menos 20.000 puntos, 5000 asistencias, 4000 rebotes, 1500 robos, 800 tapones y 500 triples. Wade fue elegido por el comisionado de la NBA, Adam Silver como un añadido especial a la plantilla del All-Star Game de 2019, siendo ésta su decimotercera aparición en un partido de las estrellas. El 9 de abril disputó su último encuentro como local en Miami, anotando 30 puntos ante Philadelphia 76ers. Al día siguiente, el 10 de abril, disputó su último encuentro en la NBA, consiguiendo el quinto triple-doble (25 puntos, 11 rebotes y 10 asistencias) de su carrera ante Brooklyn Nets.

#### Retirada
El 22 de febrero de 2020, su camiseta con el número 3 fue retirada por los Miami Heat.
El 1 de abril de 2023 se hizo oficial su inclusión en la promoción de 2023 del Basketball Hall of Fame. El 12 de agosto se celebró la ceremonia de su inclusión en el Hall of Fame.
En enero de 2024 los Heat anunciaron que presentarían un estatua enfrente del Kaseya Center en su honor, en otoño de ese mismo año. La estatua de bronce se reveló el 17 de octubre de 2024 en una ceremonia homenaje.

## Selección nacional

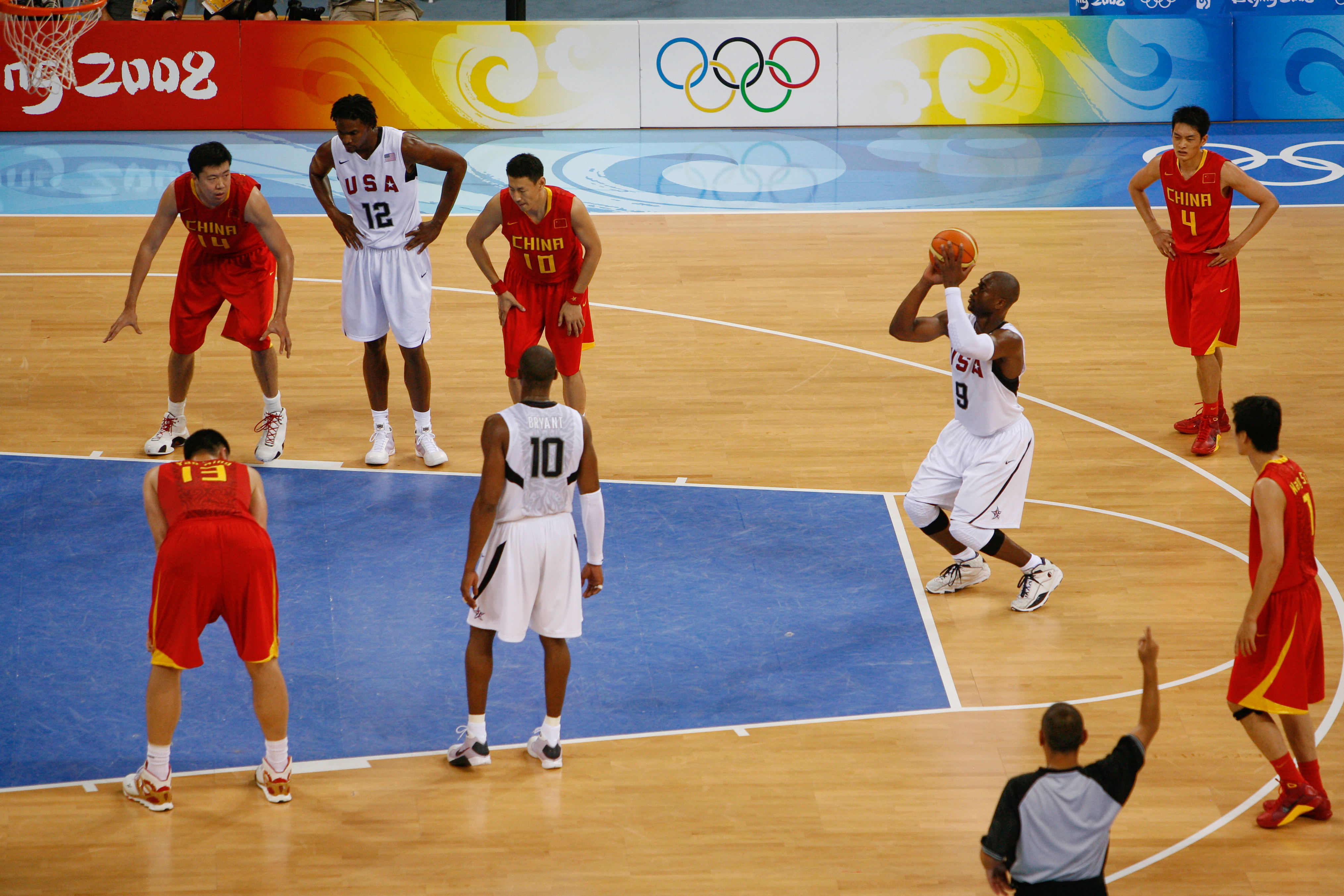
Wade lanzando un tiro libre con la selección de Estados Unidos.

Wade fue miembro del equipo olímpico que participó en los Juegos Olímpicos de Atenas 2004, con el que logró el bronce tras vencer a Lituania por 104-96. Wade también participó en el Mundial de Japón 2006, en el que promedió 19.3 puntos. El equipo logró la medalla de bronce.
Junto con LeBron James y Carmelo Anthony, Wade compartió capitanía de la Selección de baloncesto de Estados Unidos de 2006 a 2008. En 2007 no pudo estar presente en el Torneo de las Américas clasificatorio para los Juegos Olímpicos de Pekín 2008, en el que Estados Unidos arrasó con un récord de 10-0.
En los Juegos Olímpicos de Pekín 2008 Wade alcanzó su mayor éxito con el combinado nacional al colgarse la medalla de oro y además siendo el máximo anotador del equipo. En la final frente a la selección española, Wade firmó 27 puntos (75% en tiros), 2 rebotes, 2 asistencias y 4 robos en 27 minutos. El equipo volvió a lograr una medalla de oro que se le resistía desde 2000.

## Perfil de jugador

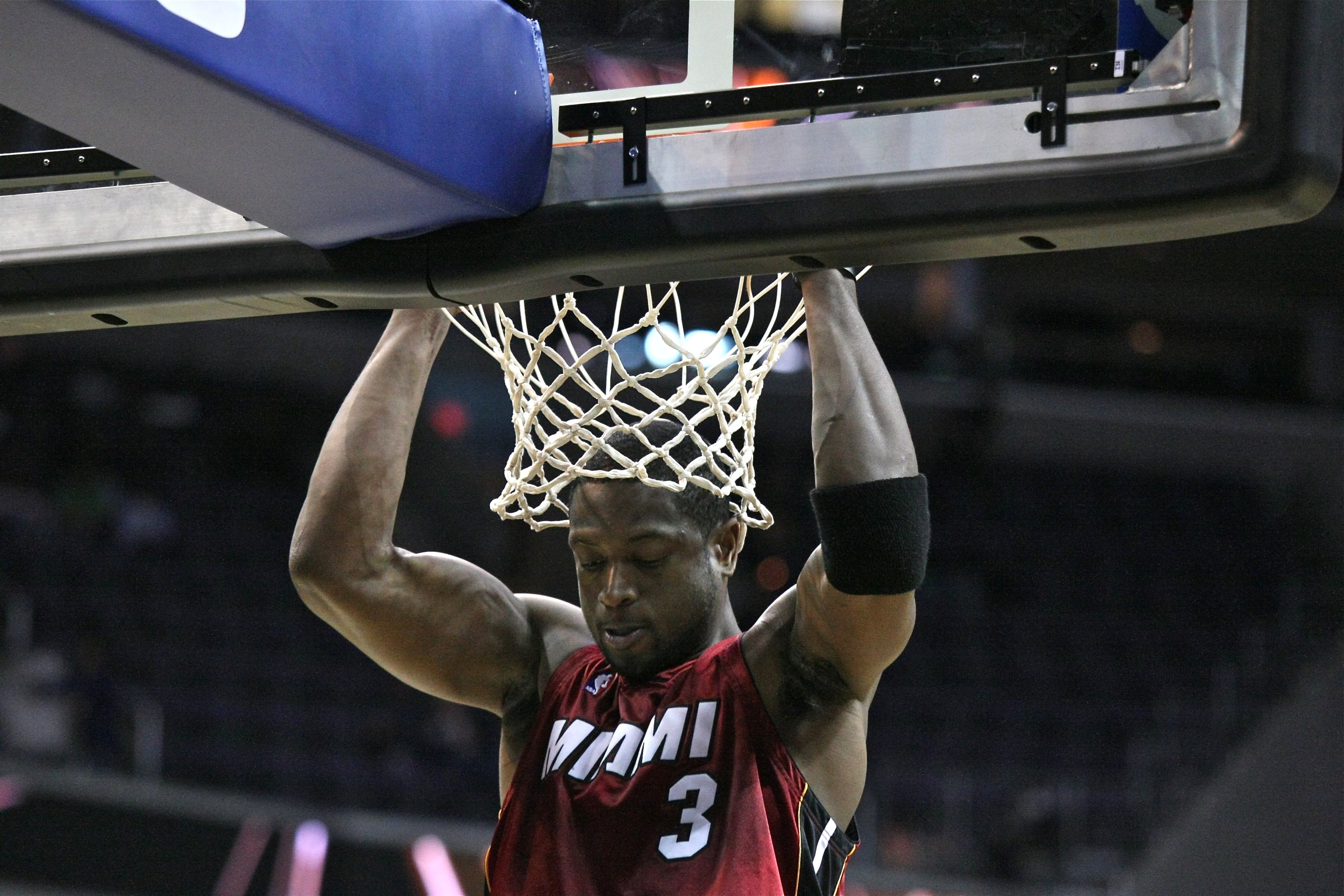
Wade haciendo el ritual antes de un partido.

Wade jugaba en la posición de escolta, pero también podía hacerlo de base. En ataque, Wade está considerado uno de los jugadores más rápidos y de los más difíciles de defender en toda la NBA. Wade era capaz de acudir a la línea de tiros libres constantemente, forzando penetraciones en las que en la gran mayoría de casos, la única forma de frenarlo es a base de faltas. Finalizó primero en tiros libres intentados por 48 minutos en la 2004-05 y la 2006-07. También ha sido un jugador que miraba por el equipo, muestra son sus casi 7 asistencias que repartió de promedio a lo largo de su carrera. Después de ganar el MVP de las Finales en 2006, Wade desarrolló su reputación como jugador clutch en la NBA. David Thorpe, un entrenador que lleva un centro de entrenamiento para jugadores de la NBA fuera de temporada, cita el juego en el poste de Wade como uno de sus puntos fuertes, además de comparar su estilo de juego con el de Michael Jordan. Entre sus mejores movimientos al poste estaban la suspensión tras giro, el doble pivote o "movimiento MJ" que llamaba Thorpe, y la finta para sacar ventaja o en su defecto, la falta del rival.
El principal punto débil de Wade era el lanzamiento de tres, donde promedió un 28% en su carrera. Pero sobre todo, fueron populares sus bandejas imposibles, incluso cuando colisionaba con uno o dos rivales en el aire, tenía capacidad para sacar la bandeja y convertirla. También destacó por su nivel defensivo y su habilidad para taponar.
Destacó como un jugador veloz, ágil y fuerte, algo que demostró en el All Star Weekend de 2006 ganando el Concurso de Habilidad por encima de jugadores como LeBron James, Chris Paul o el que después sería MVP de la temporada Steve Nash, y repitiendo también al año siguiente consiguiendo el primer back-to-back de la historia de este concurso.

## Estadísticas de su carrera en la NBA
|  | Denota temporadas en las que ganó el Campeonato de la NBA |
|  | Líder de la liga                                          |

### Temporada regular
| Año      | Equipo    | PJ    | PT  | MPP  | %TC  | %3P  | %TL  | RPP | APP | ROB | TPP | PPP  |
| -------- | --------- | ----- | --- | ---- | ---- | ---- | ---- | --- | --- | --- | --- | ---- |
| 2003-04  | Miami     | 61    | 56  | 34.9 | .465 | .302 | .747 | 4.0 | 4.5 | 1.4 | .6  | 16.2 |
| 2004-05  | Miami     | 77    | 77  | 38.6 | .478 | .289 | .762 | 5.2 | 6.8 | 1.6 | 1.1 | 24.1 |
| 2005-06  | Miami     | 75    | 75  | 38.6 | .495 | .171 | .783 | 5.7 | 6.7 | 1.9 | .8  | 27.2 |
| 2006-07  | Miami     | 51    | 50  | 37.9 | .491 | .266 | .807 | 4.7 | 7.5 | 2.1 | 1.2 | 27.4 |
| 2007-08  | Miami     | 51    | 49  | 38.3 | .469 | .286 | .758 | 4.2 | 6.9 | 1.7 | .7  | 24.6 |
| 2008-09  | Miami     | 79    | 79  | 38.6 | .491 | .317 | .765 | 5.0 | 7.5 | 2.2 | 1.3 | 30.2 |
| 2009-10  | Miami     | 77    | 77  | 36.3 | .476 | .300 | .761 | 4.8 | 6.5 | 1.8 | 1.1 | 26.6 |
| 2010-11  | Miami     | 76    | 76  | 37.1 | .500 | .306 | .758 | 6.4 | 4.6 | 1.5 | 1.1 | 25.5 |
| 2011-12  | Miami     | 49    | 49  | 33.2 | .497 | .268 | .791 | 4.8 | 4.6 | 1.7 | 1.3 | 22.1 |
| 2012-13  | Miami     | 69    | 69  | 34.7 | .521 | .258 | .725 | 5.0 | 5.1 | 1.9 | .8  | 21.2 |
| 2013-14  | Miami     | 54    | 53  | 32.9 | .545 | .281 | .733 | 4.5 | 4.7 | 1.5 | .5  | 19.0 |
| 2014-15  | Miami     | 62    | 62  | 31.8 | .470 | .284 | .768 | 3.5 | 4.8 | 1.2 | .3  | 21.5 |
| 2015-16  | Miami     | 74    | 73  | 30.5 | .456 | .159 | .793 | 4.1 | 4.6 | 1.1 | .6  | 19.0 |
| 2016-17  | Chicago   | 60    | 59  | 29.9 | .434 | .310 | .794 | 4.5 | 3.8 | 1.4 | .7  | 18.3 |
| 2017-18  | Cleveland | 46    | 3   | 23.2 | .455 | .329 | .701 | 3.9 | 3.5 | .9  | .7  | 11.2 |
| 2017-18  | Miami     | 21    | 0   | 22.2 | .409 | .220 | .745 | 3.4 | 3.1 | .9  | .7  | 12.0 |
| 2018-19  | Miami     | 72    | 2   | 26.2 | .433 | .330 | .708 | 4.0 | 4.2 | .8  | .5  | 15.0 |
| Total    | Total     | 1,054 | 909 | 33.9 | .480 | .293 | .765 | 4.7 | 5.4 | 1.5 | .8  | 22.0 |
| All-Star | All-Star  | 12    | 10  | 23.8 | .634 | .250 | .720 | 3.6 | 4.8 | 2.3 | .4  | 15.7 |

### Playoffs
| Año   | Equipo  | PJ  | PT  | MPP  | %TC  | %3P  | %TL  | RPP | APP | ROB | TPP | PPP  |
| ----- | ------- | --- | --- | ---- | ---- | ---- | ---- | --- | --- | --- | --- | ---- |
| 2004  | Miami   | 13  | 13  | 39.2 | .455 | .375 | .787 | 4.0 | 5.6 | 1.3 | .3  | 18.0 |
| 2005  | Miami   | 14  | 14  | 40.8 | .484 | .100 | .799 | 5.7 | 6.6 | 1.6 | 1.1 | 27.4 |
| 2006  | Miami   | 23  | 23  | 41.7 | .497 | .378 | .808 | 5.9 | 5.7 | 2.2 | 1.1 | 28.4 |
| 2007  | Miami   | 4   | 4   | 40.5 | .429 | .000 | .688 | 4.8 | 6.3 | 1.2 | .5  | 23.5 |
| 2009  | Miami   | 7   | 7   | 40.7 | .439 | .360 | .862 | 5.0 | 5.3 | .9  | 1.6 | 29.1 |
| 2010  | Miami   | 5   | 5   | 42.0 | .564 | .405 | .675 | 5.6 | 6.8 | 1.6 | 1.6 | 33.2 |
| 2011  | Miami   | 21  | 21  | 39.4 | .485 | .269 | .777 | 7.1 | 4.4 | 1.6 | 1.3 | 24.5 |
| 2012  | Miami   | 23  | 23  | 39.4 | .462 | .294 | .729 | 5.2 | 4.3 | 1.7 | 1.3 | 22.8 |
| 2013  | Miami   | 22  | 22  | 35.5 | .457 | .250 | .750 | 4.6 | 4.8 | 1.7 | 1.0 | 15.9 |
| 2014  | Miami   | 20  | 20  | 34.7 | .500 | .375 | .767 | 3.9 | 3.9 | 1.5 | .3  | 17.8 |
| 2016  | Miami   | 14  | 14  | 33.8 | .469 | .522 | .781 | 5.6 | 4.3 | .8  | .9  | 21.4 |
| 2017  | Chicago | 6   | 6   | 31.7 | .372 | .353 | .952 | 5.0 | 4.0 | .8  | 1.3 | 15.0 |
| 2018  | Miami   | 5   | 0   | 25.4 | .443 | .000 | .808 | 4.2 | 3.6 | 1.4 | .2  | 16.6 |
| Total | Total   | 177 | 172 | 37.8 | .474 | .338 | .780 | 5.2 | 4.9 | 1.5 | 1.0 | 22.3 |

## Vida personal

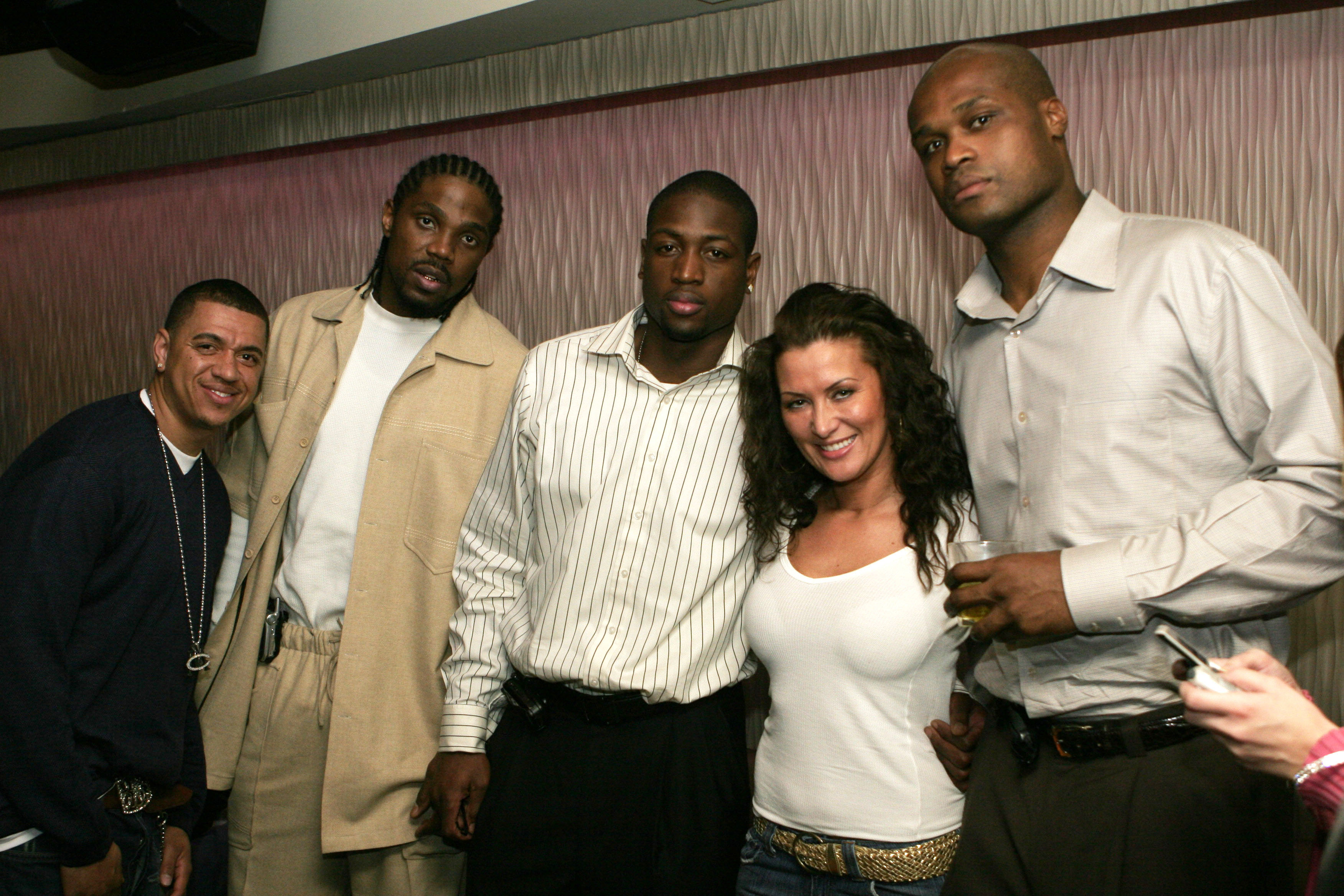
Wade, en una fiesta privada con los Heat.

Wade se casó con su novia de la escuela, Siohvaughn Funches, en 2002. Él le pidió el divorcio en 2007, el cual fue finalizado el 2010 tras una larga batalla judicial. En 2011, a Wade se le otorgó la custodia de sus dos hijos con Funches. Wade también crio a su sobrino, el hijo de su hermana Deanna. En 2013, Wade y su amiga Aja Metoyer concibieron un hijo.
En 2009, Wade comenzó a salir con la actriz y cantante Gabrielle Union. Se casaron el 30 de agosto de 2014 en Miami, Florida, y Gabrielle se convirtió en madrastra de sus tres hijos. El 7 de noviembre de 2018, tuvieron una hija, Kaavia James Union Wade, quien nació por medio de maternidad subrogada ya que ella había tenido problemas de infertilidad y abortos espontáneos.
El apodo de Flash se lo puso su antiguo compañero Shaquille O'Neal que cantaba, "He's the greatest in the Universe", en referencia a la canción de Queen del mismo título y que aparecía en el film Flash Gordon. El apodo responde a que para Shaq Wade es como un superhéroe. Dwyane es un devoto cristiano y eligió el número 3 porque representa la Santa Trinidad.
En 2008, Wade compró una iglesia a su madre Jolinda, quien estando entre rejas se convirtió en pastora bautista. Wade quiso agradecer a su madre que se alejase del mal camino (estuvo en prisión por problemas con alcohol y las drogas) y que encontrase la palabra de Dios. Hacía tiempo Jolinda Wade estaba tratando de conseguir un préstamo para poder tener un templo en donde congregarse. Finalmente el 21 de enero de ese año se percató de un edificio que estaba para la venta y tres meses más tarde sin pedirle dinero a su hijo, él voluntariamente se ofreció a comprarle el local y firmaron juntos los papeles de la propiedad. La iglesia de Jolinda Wade cuenta entre sus miembros con las madres de Shaquille O'Neal y Magic Johnson. El diezmo del sueldo de Wade va para la iglesia de Chicago.
Wade fue escogido como una de las 50 Personalidades Más Bellas por la revista People en su edición que salió a la venta a finales del mes de abril de 2005. En 2006 fue nombrado el jugador que mejor vestía de la NBA por GQ Magazine, además de aparecer en la portada del videojuego NBA Live 2006. En 2007, la revista Esquire fue más allá y eligió a Wade entre los mejores vestidos del mundo, por segundo año consecutivo.
Wade tiene su propia línea de zapatillas Converse llamada "The Wade" y una serie de móviles Sidekick, conocidos como D-Wade Edition, con T-Mobile.

## Logros y reconocimientos

### Selección
- Medalla de Bronce en los Juegos Olímpicos de Atenas 2004.
- Medalla de Bronce en Campeonato Mundial de Japón 2006.
- Medalla de Oro en los Juegos Olímpicos de Pekín 2008.

### Franquicia
- 3 veces campeón de la NBA (2006, 2012 y 2013).
- 2 veces finalista de la NBA (2011 y 2014).
- 5 veces campeón de la Conferencia Este (2005-06, 2010-11, 2011-12, 2012-13, 2013-14).

### Individuales
- Elegido en 1.ª Ronda, puesto n.º 5, del draft del 2003, por Miami Heat.
- Elegido en el mejor quinteto de rookies de la NBA de 2003.
- Elegido para jugar el All-Star Game de la NBA en el partido de rookies de 2004.
- Elegido para jugar el All-Star Game de la NBA en el partido de shophomores de 2005.
- 13 veces elegido para jugar el All-Star Game de la NBA (2005, 2006, 2007, 2008, 2009, 2010, 2011, 2012, 2013, 2014, 2015, 2016, 2019)
  - Elegido MVP del All-Star Game de la NBA 2010, en Dallas.
- Elegido para participar en el Concurso de Habilidades de la NBA de 2006 y 2007.
  - Se proclamó campeón del Concurso de Habilidades de la NBA de 2006 y 2007.
- 2 veces elegido en el mejor quinteto de la NBA en 2009 y 2010.
- 3 veces elegido en el segundo mejor quinteto de la NBA en 2005, 2006 y 2011.
- 3 veces elegido en el tercer mejor quinteto de la NBA en 2007, 2012 y 2013.
- 3 veces elegido en el segundo mejor quinteto defensivo de la NBA en 2005, 2009 y 2010.
- Elegido 16 veces jugador de la semana en la Conferencia Este desde que llegó a la NBA.
- Elegido 6 veces jugador del mes en la Conferencia Este desde que llegó a la NBA.
- Ha logrado 134 dobles-dobles desde que llegó a la NBA.
- Ha logrado 4 triples-dobles desde que llegó a la NBA.
- Elegido MVP de las finales de la NBA temporada 2006, siendo unas de las mejores finales individuales que se haya visto.
- Líder de la temporada NBA 2008/09 en puntos por partido: 30.2.[80]
- Tercero en racha más larga de victorias consecutivas en una sola temporada con 27 de la NBA en 2013.[101]
- NBA Community Assist Award (2013)
- En la temporada 2015/16 llega a los, 20 000 puntos
- Elegido en el Equipo del 75 aniversario de la NBA (2021)
- Basketball Hall of Fame (2023).[66]

### Topes individuales en un partido
- Puntos: 55 (contra New York 12/04/09)
- Rebotes: 16 (contra New York 27/01/11)
- Asistencias: 16 (2 veces)
- Tapones: 5 (6 veces)
- Robos: 8 (contra Dallas 15/11/13)
- Pérdidas: 12 (contra Cavaliers 02/01/07)
- Minutos: 52 (contra Utah 14/03/09)
- Tiros libres encestados: 21 (2 veces)
- Tiros libres intentados: 25 (contra Dallas 18/06/06)
- Triples encestados: 6 (2 veces)
- Triples intentados: 12 (contra New York 12/04/09)
- Tiros de campo encestados: 19 (3 veces)
- Tiros de campo intentados: 39 (contra Utah 14/03/09)

### Partidos ganados sobre la bocina
|      | con Miami Heat               |
| (PO) | Denota un partido de PlayOff |

| Número | Tiro               | Margen | Resultado | Oponente              | Fecha                   |
| ------ | ------------------ | ------ | --------- | --------------------- | ----------------------- |
| 1      | Tiro en suspensión | Empate | 105-107   | Utah Jazz             | 19 de noviembre de 2004 |
| 2      | Tiro en suspensión | Empate | 98-96     | New York Knicks       | 15 de marzo de 2005     |
| 3      | Tiro en suspensión | Empate | 102-104   | Utah Jazz             | 22 de diciembre de 2007 |
| 4      | Tiro de tres       | Empate | 127-130   | Chicago Bulls         | 9 de marzo de 2009      |
| 5      | Tiro de tres       | -2     | 125-126   | Golden State Warriors | 27 de febrero de 2019   |